# ガーイクワード家

ガーイクワード家
Gaikwad

ヴァドーダラー藩王国の版図（1909年）

ガーイクワード家（ガーイクワードけ、マラーティー語：गायकवाड Gāyǎkǎvāḍǎ, 英語：Gaekwad/Gaikwad）は、西インドのグジャラート地方を支配したマラーター同盟の諸侯（サルダール）。1801年以降はヴァドーダラー（バローダ）藩王国となる。首都はヴァドーダラー。

## 名称
ガーイクワードのほかに、ガエクワード、ガーイクワール、ガエクワールなどさまざまな名称がある。マラーティー語本来の読みではガーイクヴァード（Gāyakavāḍa）となる。

## 歴史

### 成立
ガーイクワード家の当主ピラージー・ラーオ・ガーイクワードは、もともとマラーター王国の武将の一人であった。
1720年代、マラーター王国宰相バージー・ラーオの命により、ピラージー・ラーオはチャウタとサルデーシュムキーを徴収するためグジャラート地方への遠征を行った。1726年にはソーンガドに拠点を築いた。
1730年、マラーター王国の軍総司令官トリンバク・ラーオ・ダーバーデーがグジャラートを自己の版図と見なし、ニザーム王国の援助のもと反乱を起こした。そのため、バージー・ラーオは反乱鎮圧に向かい、ピラージー・ラーオもこれに協力した。
1731年4月、ピラージー・ラーオは宰相バージー・ラーオとともにトリンバク・ラーオをダバイーで打ち破った（ダバイーの戦い）。これにより、グジャラートの支配を認められたマラーター諸侯（サルダール）としてのガーイクワード家が誕生した。

### ヴァドーダラー遷都と第三次パーニーパトの戦い

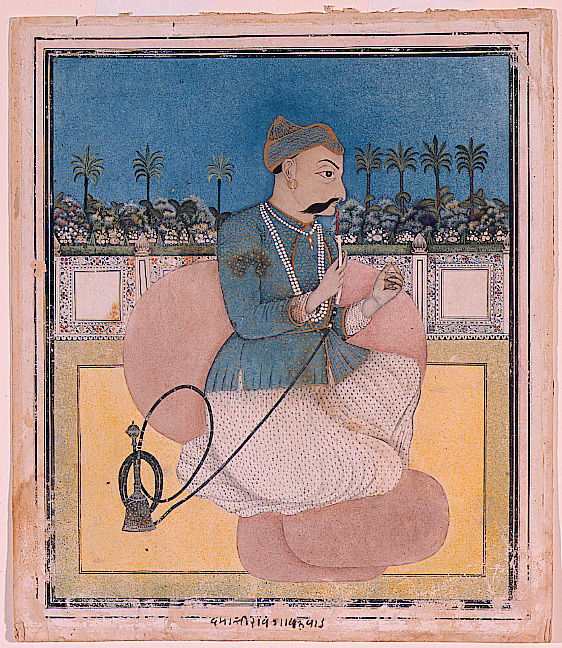
ダマージー・ラーオ・ガーイクワード

ピラージー・ラーオは領土拡大を目指していたが、1732年5月にムガル帝国の武将アバイ・シングとの戦いで死亡してしまった。
後を継いだピラージー・ラーオの息子ダマージー・ラーオ・ガーイクワードは、1734年にヴァドーダラーのムガル帝国軍を追い払い、この地を自身の拠点とした。
その後、ダマージー・ラーオはムガル帝国の軍勢と戦い続けて領土を広げ、1757年にはマラーター王国宰相バーラージー・バージー・ラーオとともに帝国の州都アフマダーバードを陥落させた。これにより、マラーターによるグジャラート征服は完了し、この地方はガーイクワード家と王国で二分された。
その頃、アフガニスタンのドゥッラーニー朝の勢力が帝国領にたびたび侵入し、ダマージー・ラーオも他のマラーター勢力とともにこれに対抗した。だが、1761年1月14日、マラーター同盟軍はパーニーパトの地で大敗北を喫し、戦いに参加していたダマージー・ラーオは辛くも逃げ延びた。

### マラーター戦争と保護国化
第三次パーニーパトの戦いののち、1768年8月にダマージー・ラーオは死亡し、息子のサヤージー・ラーオ・ガーイクワードが当主位を継承した。先の戦闘は同盟の結束を緩め、諸侯の独立性を強める結果となり、ガーイクワード家は特にそれが強く表れた。
サヤージー・ラーオは権力がなく、1771年に弟のファテー・シング・ラーオ・ガーイクワードのが摂政となり、1778年には当主位を奪われた。これに対し、同年に弟のゴーヴィンド・ラーオ・ガーイクワードがファテー・シング・ラーオに反乱を起こしたが失敗し、プネーへ逃げることを強いられた。
ファテー・シング・ラーオが権力を握っていたとき、マラーター王国の宰相位をめぐって1775年以降第一次マラーター戦争が勃発していたが、ガーイクワード家はこれにかかわらなかった。そればかりか、1780年1月26日にガーイクワード家はイギリスと攻守同盟を結んだ。
1789年12月、ファテー・シング・ラーオが死亡し、弟のマナージー・ラーオ・ガーイクワードが当主位を継承したが、1793年7月に死亡したため、兄のゴーヴィンド・ラーオが当主となった。
ゴーヴィンド・ラーオの息子アーナンド・ラーオ・ガーイクワードの治世、 1802年3月15日にガーイクワード家もまた軍事保護条約カンベイ条約を結んだ。これにより、ガーイクワード家はイギリス従属化の藩王国となった（ヴァドーダラー藩王国またはバローダ藩王国）。
同年12月にマラーター同盟内の争いで敗れた王国宰相バージー・ラーオ2世がイギリスと軍事保護条約バセイン条約を結んだ。1803年8月、これに不満だったマラーター諸侯とイギリスとの間で第二次マラーター戦争が勃発したが、ガーイクワード家は中立を保った。この戦争はホールカル家のヤシュワント・ラーオ・ホールカルの功績により、1805年12月に引き分けに終わった。
1814年、グジャラートの重要都市アフマダーバードをめぐり、ガーイクワード家とバージー・ラーオ2世の宰相府との間で争いが起こった。そして、その調停はイギリスによって執り行われることとなった。
だが、1815年7月14日にガーイクワード家からプネーに派遣された使節ガンガーダル・シャーストリーを、バージー・ラーオ2世の家臣が殺害してしまう。このことから、イギリスとマラーター勢力との間で再び緊張が走り、1817年11月に第三次マラーター戦争が勃発したが、ガーイクワード家はこのときも中立を保った。
1818年6月、第三次マラーター戦争は終結し、マラーター同盟は解体したが、ガーイクワード家はヴァドーダラー藩王国として存続し続けた。

### イギリス統治下のガーイクワード家

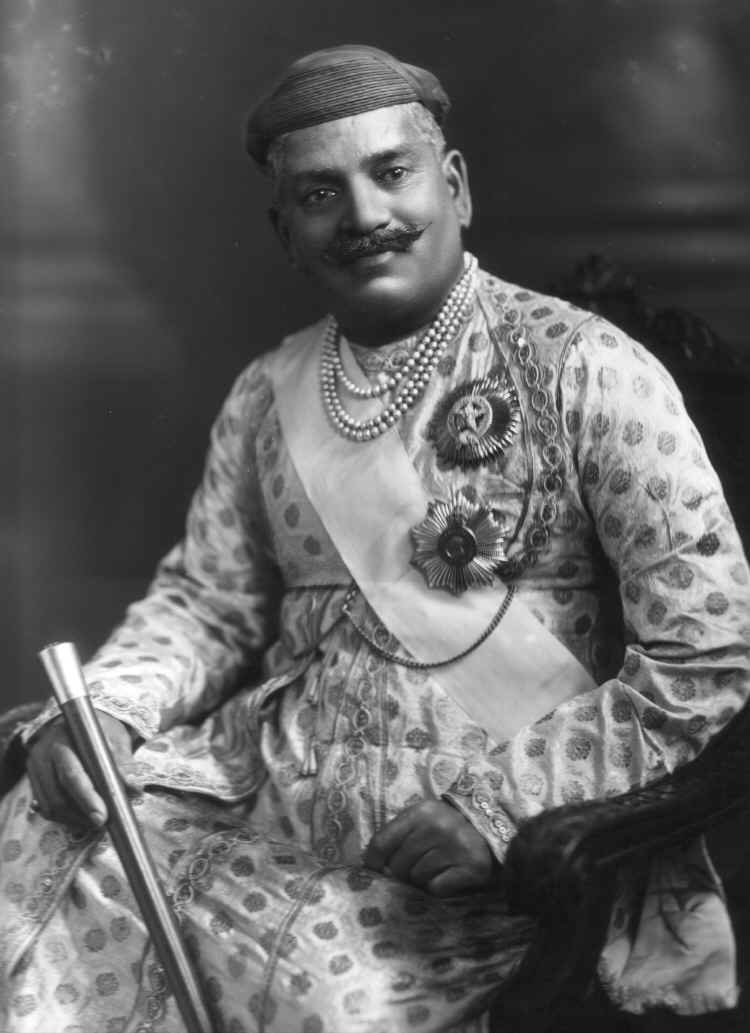
サヤージー・ラーオ・ガーイクワード3世

第三次マラーター戦争終結後の翌年10月、アーナンド・ラーオは死亡し、その弟のサヤージー・ラーオ・ガーイクワード2世が藩王位を継承した。
1847年12月、サヤージー・ラーオが死亡したのち、三人の息子ガナパト・ラーオ・ガーイクワード、カンデー・ラーオ・ガーイクワード、マルハール・ラーオ・ガーイクワードが藩王位を継承した。だが、1875年1月にマルハール・ラーオはイギリスの駐在官を毒殺しようとし、4月にその疑いにより廃位され、マドラスへと追放された。
同年、マルハール・ラーオの廃位を受けて、カンデー・ラーオの妃は一族から養子をとって藩王とした。これがヴァドーダラーの名君として名高いサヤージー・ラーオ・ガーイクワード3世である。
サヤージー・ラーオは開明的かつ近代的な思考の持ち主であり、不可触民制の問題に疑問を持ち、そのためにダリットのビーム・ラーオ・アンベードカルを雇用するなどした。彼と同様な思考の持ち主としては、マイソール藩王国の藩王クリシュナ・ラージャ4世が挙げられる。彼ら2人はほぼ同時期にそれぞれの藩王国を統治していた。
1947年8月15日、サヤージー・ラーオの孫プラタープ・シング・ラーオ・ガーイクワードの治世、インド・パキスタン分離独立により、ヴァドーダラー藩王国はインドへと併合された。